# Ана Томовић
Ана Томовић (Београд, 1979) српска је редитељка.
Завршила је Филолошку гимназију у Београду, а затим је дипломирала позоришну и радио режију на Факултету драмских уметности у Београду, у класи проф. Егона Савина и асистента Душана Петровића.
Удата је за Вука Ршумовића.

## Награде
Добитница је награде за најбољу режију на Јоакимфесту 2005. за представу Патка, а 2006. је са представом halFlajf учествовала на Стеријином позорју.
Од 1998. до 2005. године била је члан редакције и уредница билтена БИТЕФ-а. Асистент је режије на пројекту Fast sicher у Theater am Neumarkt у Цириху 2007. и стипендиста Гете института за студијски боравак у «Thalia theatru» у Хамбургу 2008.
Такође, као стипендиста Гете института боравила је 2006. на Интернационалном форуму младих позоришних стваралаца у Берлину у оквиру фестивала Theatertreffen.
Почев од 2003, једна је од оснивачица и председница Центра за интерактивну уметност In Stage Organization из Београда.

## Театрографија
- (Наказе) Луца Хибнера (Београдско драмско позориште, 2004)
- Патка Стеле Фихили (Краљевачко позориште, 2005)
- Филипа Вујошевића (Атеље 212, 2005)
- Повратак Казанове Артура Шницлера (Српско народно позориште, 2007)
- Моногамија Стеле Фихили (Народно позориште Сомбор, 2007), ауторски пројекат
- Тртмртживотилисмрт (БЕЛЕФ, 2007)
- Игора Бауерсиме (копродукција Београдског драмског позоришта и Крушевачког пошоришта, 2007)
- Брод за лутке Милене Марковић (Српско народно позориште, 2008)[3]
- Случај Војцек - Хинкеман по Г. Бихнеру и Е. Толеру (Битеф театар, 2009)